# 本庄村 (山形県)
本庄村（ほんじょうむら）は、かつて山形県南村山郡にあった村。
江戸時代は出羽上山藩の領地内。

## 沿革
- 1889年（明治22年）4月1日 - 町村制施行に伴い南村山郡皆沢村、三上村、関根村、相生村、楢下村が合併し、本庄村が発足。
- 1911年（明治44年） - 赤山銅山の鉱毒により、楢下・皆沢・三上・相生・関根の各部落の水田に灌漑する宮川（須川）が汚染され、収量が激減あるいは皆無という被害が発生
- 1912年（大正元年）8月 - 皆沢地区代表が仙台鉱山監督署長に鉱山停止の願書を提出
- 1912年（大正元年）12月 - 県知事へ赤山鉱山の鉱毒被害対策について「被害人民代表者」の陳情がなされる
- 1913年（大正2年）2月 - 本庄村長湯原虎次郎は農商務大臣に「鉱毒被害ニ関シ請願書」を提出する
- 1913年（大正2年）6月 - 本庄村長曽我部尚紀の調停により、赤山鉱山側の回答額1,100円の損害賠償額で地主農民が妥協する
- 1954年（昭和29年）10月1日 - 南村山郡上山町、西郷村、東村、宮生村、中川村と合併し、市制施行して上山市となり消滅。最後の村長、須田吉之助は村役場全職員を合併後も市職員として残すことを条件として合併に同意した。

### 歴代村長
| 代 | 氏名           | 地区   | 就任            | 退任             |
| -- | -------------- | ------ | --------------- | ---------------- |
| 1  | 佐藤三郎右衛門 | 楢下   | 明治22年6月18日 | 明治41年12月31日 |
| 2  | 大場善作       | 三上   | 明治42年2月12日 | 明治43年4月9日   |
| 3  | 齋藤利兵衛     | 楢下   | 明治43年5月5日  | 明治43年7月15日  |
| 4  | 湯原虎次郎     | 二日町 | 明治43年7月27日 | 大正3年2月10日   |
| 5  | 曽我部尚紀     | 鶴脛町 | 大正3年2月24日  | 大正3年10月10日  |
| 6  | 佐藤三郎右衛門 | 楢下   | 大正4年3月17日  | 大正6年3月26日   |
| 7  | 稲毛善吉       | 関根   | 大正6年4月17日  | 大正8年4月17日   |
| 8  | 大場甚吉       | 皆沢   | 大正8年5月27日  | 大正13年3月2日   |
| 9  | 大場庄次郎     | 皆沢   | 大正13年8月2日  | 昭和10年3月8日   |
| 10 | 齋藤清蔵       | 楢下   | 昭和10年4月10日 | 昭和14年5月9日   |
| 11 | 北澤利七       | 三上   | 昭和14年5月14日 | 昭和15年7月27日  |
| 12 | 佐藤三郎右衛門 | 楢下   | 昭和16年3月14日 | 昭和21年12月4日  |
| 13 | 須田吉之助     | 皆沢   | 昭和22年4月23日 | 昭和29年9月30日  |

### 消滅時（1954年9月30日）の概要
- 村長：須田吉之助
- 村議会議長：北沢利雄
- 議員定数：16名
- 面積：31.93k㎡
- 人口：3,927人
- 戸数：615戸

## 交通

### 道路
- 羽州街道（現・山形県道13号上山七ヶ宿線、金山峠、上山市道 他）